# Comuna de Bukowsko
Bukowsko (polaco: Gmina Bukowsko) é uma gminy (comuna) na Polónia, na voivodia de Subcarpácia e no condado de Sanocki. A sede do condado é a cidade de Bukowsko.
De acordo com os censos de 2004, a comuna tem 5198 habitantes, com uma densidade 37,6 hab/km².

## Área
Estende-se por uma área de 138,2 km², incluindo:
- área agrícola: 53%
- área florestal: 36%

## Demografia
Dados de 30 de Junho 2004:
|                      | Total   | Total | Mulheres | Mulheres | Homens  | Homens |
| -------------------- | ------- | ----- | -------- | -------- | ------- | ------ |
|                      | pessoas | %     | pessoas  | %        | pessoas | %      |
| População            | 5198    | 100   | 2577     | 49,6     | 2621    | 50,4   |
| Densidade (pop./km²) | 37,6    | 100   | 18,6     | 18,6     | 19      | 19     |

De acordo com dados de 2002, o rendimento médio per capita ascendia a 1451,96 zł.

## Comunas vizinhas
- Komańcza, Rymanów, Sanok, Zagórz, Zarszyn